# Měšek I. Křivonohý
Měšek I. Křivonohý (polsky Mieszko I Plątonogi, † 16. květen 1211) byl slezský údělný kníže pocházející z rodu Slezských Piastovců. V letech 1210 až 1211 byl pak polským seniorem.

## Předkové
Měšek přišel na svět mezi lety 1131 až 1146, kdy musel jeho otec do exilu. Byl druhým synem polského seniora Vladislava II. Vyhnance a jeho ženy Anežky Babenberské, vnučky císaře Jindřicha IV. Jeho předci byli mimo Sálských i Přemyslovci díky svazku jeho pradědečka Vladislava I. Hermana s Juditou Přemyslovnou, s Rurikovci díky svazku jeho dědečka Boleslava III. Křivoústého se Zbyslavou Kyjevskou, dcerou Svjatopolka II. Izjaslaviče, a dokonce i Arpádovci díky svazku jeho prapradědečka Vratislava II. s Adlétou Uherskou, dcerou Ondřeje I. Uherského.

## Život

### Mládí
Kdy se Měšek narodil, není známo. Badatelé navrhují tato data: 1131, kolem roku 1138 a mezi lety 1138 až 1141.

### Ve vyhnanství
Jeho otec Vladislav II. Vyhnanec byl i se svými syny vyhnán v roce 1146. Po vyhnání se otci nepodařilo získat podporu Vladislava II. a do Polska se nevrátil ani s pomocí Konráda III. Měšek tak trávil své mládí na hradě Altenburg v Německu. U panovníka překvapivě studoval v klášterní škole v Michaelsbergu u Bamberku.

### Návrat do Slezska
Synové Vladislava II. Vyhnance se u římských králů prosadili až v roce 1163. Tehdy se Fridrichovi I. Barbarossovi konečně podařilo Boleslava I. Vysokého do Slezského knížectví. Tehdejšímu seniorovi Boleslavu IV. Kadeřavému se však podařilo ovládnout některé důležité hrady ve Slezsku. V roce 1166 se však Měškovi a jeho bratru Boleslavovi podařilo tyto hrady ovládnout. Po návratu není zcela jasná Měškova pozice, zda byl podřízeným spoluvládcem Boleslava, či jen vládl v oblasti Ratibořska a Těšínska.

### Knížetem Ratibořským

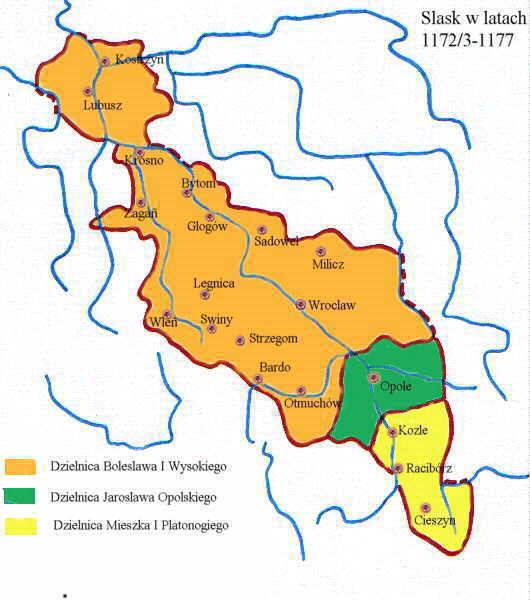
Slezsko v letech 1172/73 až 1177

Jeho pozice se vyjasnila v roce 1172. Tehdy se společně synovcem Jaroslavem Opolským vzpouřil proti Boleslavovi I. Vysokému. Boleslav utekl k císaři Barbarossovi. 
Tentokrát se Barbarossa rozhodl pomoci Boleslavovi silou, aby se vrátil do Slezska. Boleslav IV. Kadeřavý vyslal do Říše svého bratra Měška III. Starého s osmi tisíci hřivnami stříbra. Boleslav se vrátil do Slezska, ale vydělil Měškovi Ratibořsko a Jaroslavovi Opolskému Opolsko. Jedním z prvních vladařských skutků byla svatba s Ludmilou, pravděpodobně z přemyslovského rodu.

### Bytomsko a Osvětimsko
V roce 1177 proběhla vzpoura proti seniorovi Měškovi III. Starému. Na straně vzbouřenců stál i bratr Boleslav I. Vysoký. Na straně Měška stál i Měšek Křivonohý a Jaroslav Opolský, kterému se Boleslava podařilo porazit. I přes porážku Boleslava vzbouřenci vyhráli a novým seniorem se stal Kazimír II. Spravedlivý. Měšek III. Starý musel utéct do Ratiboře za svým synovcem Měškem Křivonohým. Kvůli tomu se zdálo, že bude jen otázkou času, kdy Kazimír zaútočí na Ratibořsko. Kazimír se však chtěl s Měškem domluvit, to se mu podařilo a udělil Měškovi Osvětimsko, Bytomsko a Seveřsko ,vydělené z Malopolska.

### Podpora Měška Starého
Kazimír II. Spravedlivý zemřel 5. května 1194. Měšek Křivonohý se i se synovcem Jaroslavem Opolským se znovu rozhodli podporovat Měška III. Starého. Jeho šance na Krakov byla velká, jelikož synové Kazimíra, Lešek I. Bílý a Konrád I. Mazovský, nebyli ještě dospělí. Leška a Konráda podporovala vojska malopolská, mazovská a sandoměřská. V roce 1195 došlo k doposud nejkrvavější bitvě u řeky Mozgawy, která se konala 13. září 1195. První fáze bitvy byla pouze v režii velkopolského vojska. Tam zemřel Měškův syn Boleslav a sám Měšek byl zraněn. Druhá fáze bitvy skončila vítězství Slezanů. Ti však získali jen prestiž, protože vítězství nemělo prakticky žádnou skutečnou váhu. Měškovi se i přesto podařilo získat krakovský stolec.

### Opolským knížetem
22. března 1201 zemřel Jaroslav Opolský. Na několik měsíců se Opolským knížetem stal Boleslav I. Vysoký. Když i on zemřel, knížectví převzal jeho jediný syn Jindřich I. Bradatý. Situaci využil Měšek, který dobyl Opolsko, které se tak trvalo stalo součástí Opolsko-ratibořského knížectví.

### Seniorem
9. června 1210 vydal papež Inocenc III. bulu, kde obnovuje testament Boleslava III. Křivoústého. Podle tohoto testamentu měl trůn dostat právě Měšek Křivonohý. Hnězdenský arcibiskup Jindřich Kietlicz kvůli tomu svolal sněm, kterého se účastnili Jindřich I. Bradatý, Lešek I. Bílý a Konrád I. Mazovský, kde Leška uznali za krakovského knížete. Měšek na sněmu nebyl přítomen, společně s Griffitami dobýval Krakov. Využít této situace se mu nepodařilo, protože 16. května 1211 umírá.

## Rodina
V roce 1178 si vzal Měšek za ženu Ludmilu († po 20. 10. 1210) z neznámého rodu. Manželé měli pět dětí:
- Kazimír I. Opolský (1178/80 – 13. 5. 1230)
- Ludmila
- Anežka
- Eufrozina
- Ryksa

## Vývod z předků
|                    |                           |  |                    |                                        |  |  |  |  |  |  |  | Kazimír I. Obnovitel |
|                    |                           |  |                    |                                        |  |  |  |  |  |  |  |                      |
|                    | Vladislav I. Herman       |  |                    |                                        |  |  |  |  |  |  |  |                      |
|                    |                           |  |                    |                                        |  |  |  |  |  |  |  |                      |
|                    |                           |  |                    | Dobroněga Kyjevská                     |  |  |  |  |  |  |  |                      |
|                    |                           |  |                    |                                        |  |  |  |  |  |  |  |                      |
|                    | Boleslav III. Křivoústý   |  |                    |                                        |  |  |  |  |  |  |  |                      |
|                    |                           |  |                    |                                        |  |  |  |  |  |  |  |                      |
|                    |                           |  |                    | Vratislav II. Český                    |  |  |  |  |  |  |  |                      |
|                    |                           |  |                    |                                        |  |  |  |  |  |  |  |                      |
|                    | Judita Přemyslovna        |  |                    |                                        |  |  |  |  |  |  |  |                      |
|                    |                           |  |                    |                                        |  |  |  |  |  |  |  |                      |
|                    |                           |  |                    | Adléta Uherská                         |  |  |  |  |  |  |  |                      |
|                    |                           |  |                    |                                        |  |  |  |  |  |  |  |                      |
|                    | Vladislav II. Vyhnanec    |  |                    |                                        |  |  |  |  |  |  |  |                      |
|                    |                           |  |                    |                                        |  |  |  |  |  |  |  |                      |
|                    |                           |  |                    | Izjaslav I. Kyjevský                   |  |  |  |  |  |  |  |                      |
|                    |                           |  |                    |                                        |  |  |  |  |  |  |  |                      |
|                    | Svjatopolk II. Izjaslavič |  |                    |                                        |  |  |  |  |  |  |  |                      |
|                    |                           |  |                    |                                        |  |  |  |  |  |  |  |                      |
|                    |                           |  |                    | Gertruda Polská                        |  |  |  |  |  |  |  |                      |
|                    |                           |  |                    |                                        |  |  |  |  |  |  |  |                      |
|                    | Zbyslava Kyjevská         |  |                    |                                        |  |  |  |  |  |  |  |                      |
|                    |                           |  |                    |                                        |  |  |  |  |  |  |  |                      |
|                    |                           |  |                    |                                        |  |  |  |  |  |  |  |                      |
|                    |                           |  |                    |                                        |  |  |  |  |  |  |  |                      |
|                    | NN                        |  |                    |                                        |  |  |  |  |  |  |  |                      |
|                    |                           |  |                    |                                        |  |  |  |  |  |  |  |                      |
|                    |                           |  |                    |                                        |  |  |  |  |  |  |  |                      |
|                    |                           |  |                    |                                        |  |  |  |  |  |  |  |                      |
| Měšek I. Křivonohý |                           |  |                    |                                        |  |  |  |  |  |  |  |                      |
|                    |                           |  |                    |                                        |  |  |  |  |  |  |  |                      |
|                    |                           |  | Arnošt Babenberský |                                        |  |  |  |  |  |  |  |                      |
|                    |                           |  |                    |                                        |  |  |  |  |  |  |  |                      |
|                    | Leopold II. Babenberský   |  |                    |                                        |  |  |  |  |  |  |  |                      |
|                    |                           |  |                    |                                        |  |  |  |  |  |  |  |                      |
|                    |                           |  |                    | Adelaida Wettinská                     |  |  |  |  |  |  |  |                      |
|                    |                           |  |                    |                                        |  |  |  |  |  |  |  |                      |
|                    | Leopold III. Babenberský  |  |                    |                                        |  |  |  |  |  |  |  |                      |
|                    |                           |  |                    |                                        |  |  |  |  |  |  |  |                      |
|                    |                           |  |                    | Rapoto IV. z Chamu, Tiemo von Formbach |  |  |  |  |  |  |  |                      |
|                    |                           |  |                    |                                        |  |  |  |  |  |  |  |                      |
|                    | Ida z Formbachu           |  |                    |                                        |  |  |  |  |  |  |  |                      |
|                    |                           |  |                    |                                        |  |  |  |  |  |  |  |                      |
|                    |                           |  |                    | NN von Braunschweig, Mathilde          |  |  |  |  |  |  |  |                      |
|                    |                           |  |                    |                                        |  |  |  |  |  |  |  |                      |
|                    | Anežka Babenberská        |  |                    |                                        |  |  |  |  |  |  |  |                      |
|                    |                           |  |                    |                                        |  |  |  |  |  |  |  |                      |
|                    |                           |  |                    | Jindřich III. Černý                    |  |  |  |  |  |  |  |                      |
|                    |                           |  |                    |                                        |  |  |  |  |  |  |  |                      |
|                    | Jindřich IV.              |  |                    |                                        |  |  |  |  |  |  |  |                      |
|                    |                           |  |                    |                                        |  |  |  |  |  |  |  |                      |
|                    |                           |  |                    | Anežka z Poitou                        |  |  |  |  |  |  |  |                      |
|                    |                           |  |                    |                                        |  |  |  |  |  |  |  |                      |
|                    | Anežka z Waiblingenu      |  |                    |                                        |  |  |  |  |  |  |  |                      |
|                    |                           |  |                    |                                        |  |  |  |  |  |  |  |                      |
|                    |                           |  |                    | Ota I. Savojský                        |  |  |  |  |  |  |  |                      |
|                    |                           |  |                    |                                        |  |  |  |  |  |  |  |                      |
|                    | Berta Savojská            |  |                    |                                        |  |  |  |  |  |  |  |                      |
|                    |                           |  |                    |                                        |  |  |  |  |  |  |  |                      |
|                    |                           |  |                    | Adéla ze Susy                          |  |  |  |  |  |  |  |                      |
|                    |                           |  |                    |                                        |  |  |  |  |  |  |  |                      |